# Phthonoloba punctatissima
Phthonoloba punctatissima là một loài bướm đêm trong họ Geometridae.